# Tony Longo (cyclisme)
Pour les articles homonymes, voir Tony Longo et Longo.
Tony Longo (né le 11 septembre 1984 à Feltre) est un coureur cycliste italien, spécialiste du VTT.

## Palmarès en VTT

### Championnats du monde
Cross-country :
- Kaprun 2002
  -  Médaillé de bronze du cross-country juniors
  - 5e du relais par équipes
- Les Gets 2004
  - 5e du relais par équipes
- Livigno 2005
  -  Médaillé d'argent du relais par équipes
  - 9e du cross-country espoirs
- Rotorua 2006
  -  Médaillé d'argent du relais par équipes
  -  Médaillé d'argent du cross-country espoirs
- Mont Sainte-Anne 2010
  - 24e du cross-country
- Saalfelden 2012
  - 25e du cross-country

Cross-country marathon :
- Kirchberg 2013
  - 16e du cross-country marathon
- Pietermaritzburg 2014
  - 14e du cross-country marathon
- Val Gardena 2015
  - 13e du cross-country marathon
- Auronzo 2018
  - 18e du cross-country marathon
- Grächen 2019
  - 19e du cross-country marathon

### Championnats d'Europe
- Commezzadura 2005
  -  Champion d'Europe du relais par équipes
- Chies d'Alpago 2006
  -  Médaillé de bronze du cross-country espoirs

### Championnats nationaux
- 2004
  -  Champion d'Italie de cross-country marathon
- 2005
  -  Champion d'Italie de cross-country espoirs
- 2012
  - 2e du cross-country marathon
- 2013
  -  Champion d'Italie de cross-country marathon
- 2016
  - 2e du cross-country marathon